# Національний парк Асір
Національний парк Асір (араб. عسير متنزه وطني) розташований у Саудівській Аравії, від південного узбережжя Червоного моря до пустельних областей на схід від гірського масиву. Засновано 1980 року. Став першим національним парком Саудівської Аравії.

## Загальна інформація
Територія — 450000 га, яка умовно поділяється на дві частини: гірська північно-західна й рівнинна південно-східна. Мережа маленьких парків, кожен із яких має окрему територію. Парк межує зі столицею регіону містом Абха.

## Природні особливості парку

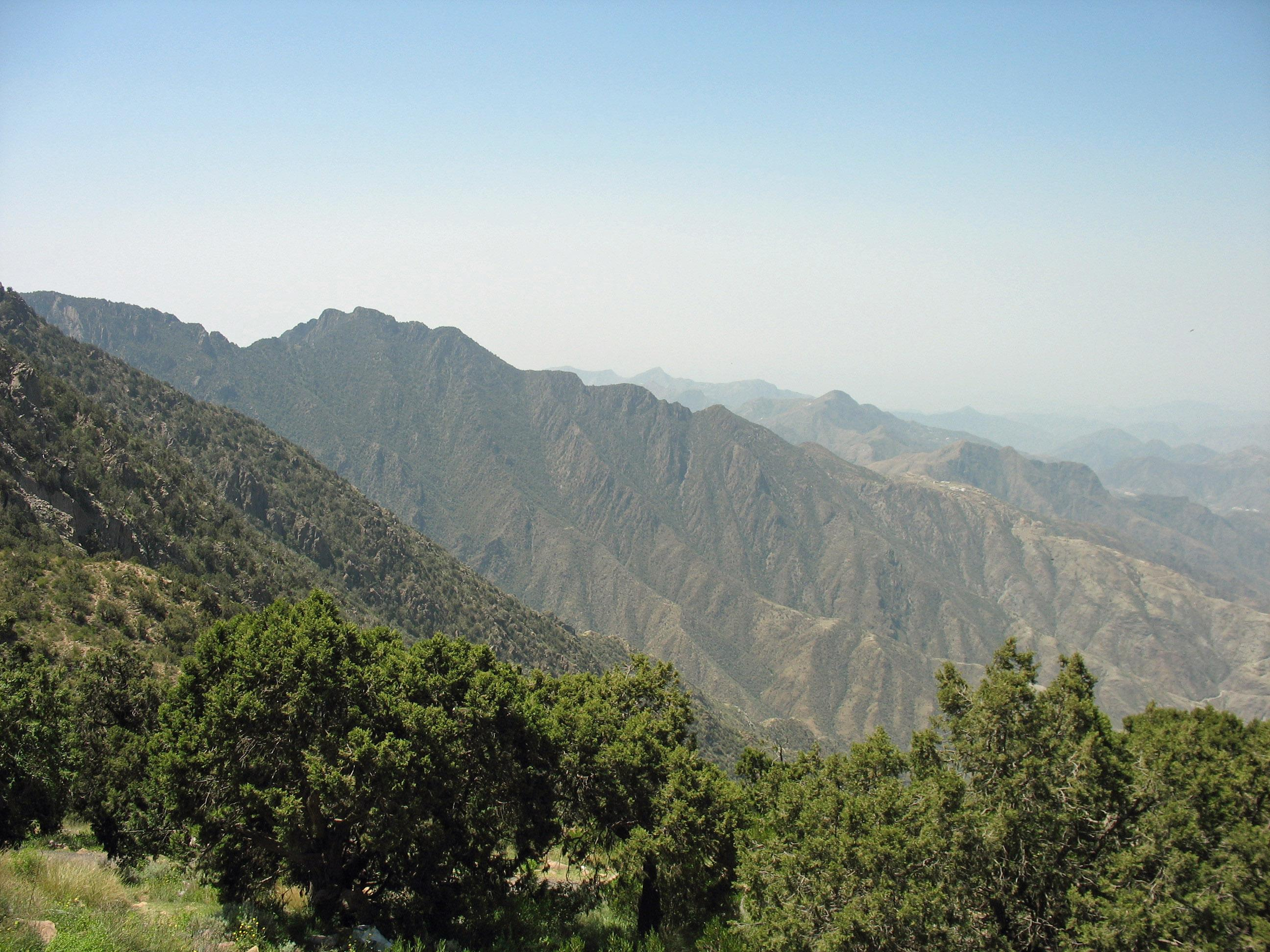
Джебель-Сауда

Регіон Асір як частина східноафриканської зони розломів є цікавим геологічним утворенням із великою кількістю високих гір (найвища — гора Джебель-Сауда, 3133 м), глибоких тектонічних улоговин та ущелин. Низька температура й достатня кількість опадів сприяє буянню зелені.
У горах Національного парку Асір, на ділянках саван зростають акації, мигдаль, дикі оливки, в оазах — гаї фінікових пальм, цитрусових, бананів, зернові й городні культури. Серед тварин — зниклі види: орикс білий, козел нубійський.

## Визначні місця парку
Палац Шада — основний пам'ятка Парку. Він був побудований у 1927 році як резиденція короля Абдель Азіза. 1987 р. палац перетворений у музей, у залах якого можна ознайомитися з побутом і культурою стародавніх мешканців регіону.

## Особливості туризму
Парк — територія природи. Тут немає туристичної інфраструктури, немає розмічених стежок. Є тільки модель парку й оглядовий майданчик, які надають можливість уявити парк візуально. Парк Асір залишається найпопулярнішим місцем відпочинку для мешканців регіону та туристів